# Vogelsdorf
Vogelsdorf è una frazione del comune tedesco di Fredersdorf-Vogelsdorf, nel Land del Brandeburgo.

## Storia
Nel 1993 il comune di Vogelsdorf venne soppresso e fuso con il limitrofo comune di Fredersdorf, formando il nuovo comune di Fredersdorf-Vogelsdorf.